# Действительные члены НАН Украины

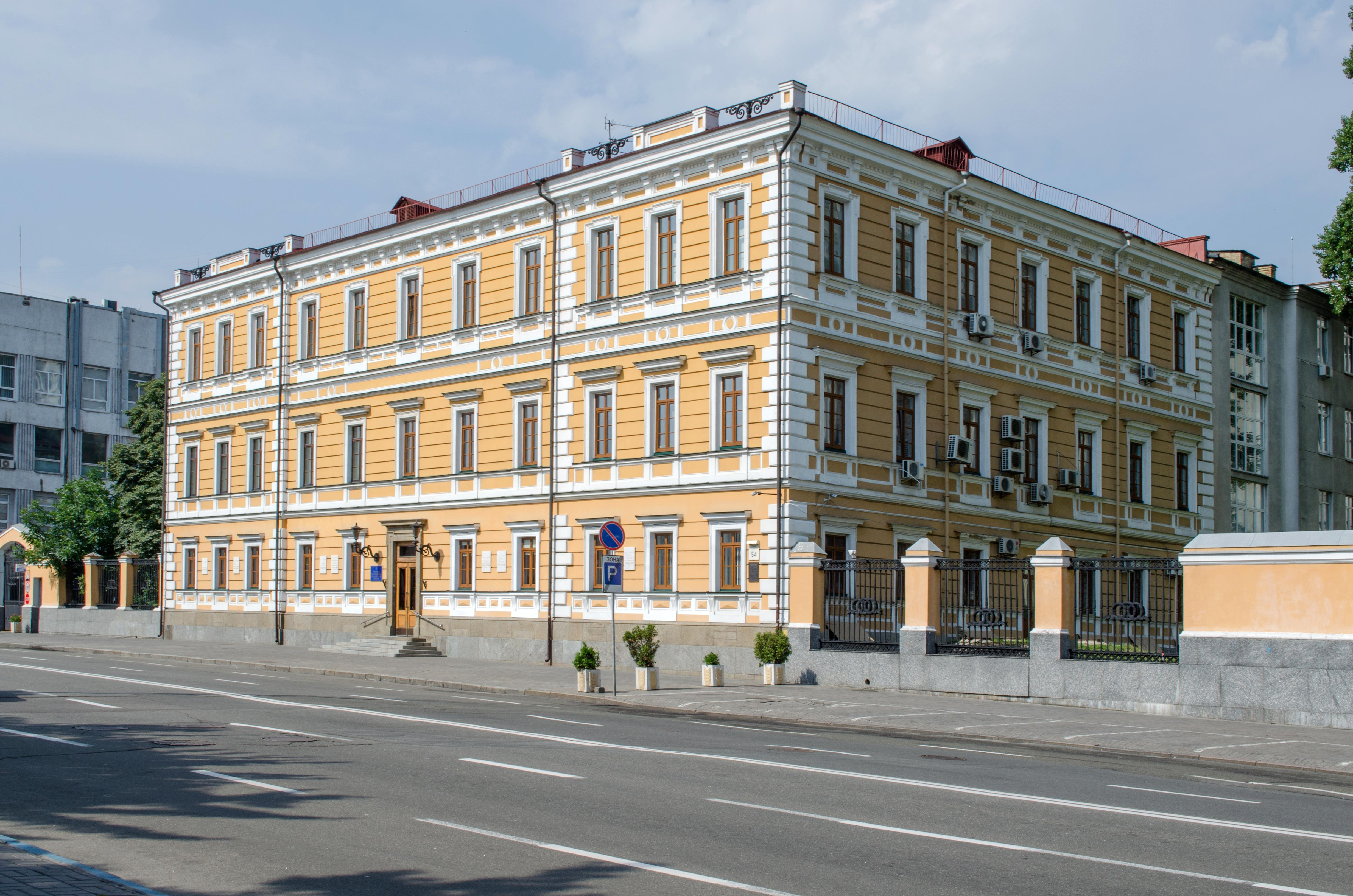
Здание Президиума НАН Украины

Членами Национальной академии наук Украины (ранее Академии наук Украинской ССР) являются действительные члены НАН Украины (академики) и члены-корреспонденты НАН Украины. Главная обязанность членов Национальной академии наук Украины состоит в том, чтобы обогащать науку новыми достижениями. Члены НАН Украины избираются общим собранием академии. Члены Национальной академии наук Украины избираются пожизненно. Действительными членами НАН Украины избираются учёные, обогатившие науку трудами первостепенного научного значения.

## Список академиков
| Ниже приведён актуальный список действительных членов НАН Украины. Для каждого академика указана дата рождения, дата избрания академиком, секция и отделение НАН Украины, в которых состоит академик, специальность, по которой академик был избран и учёная степень. Всего в списке 183 академика, в том числе 7 женщин. 12 учёных были избраны академиками в АН УССР, 3 — в АН Украины, остальные 168 — в НАН Украины. |

| Фамилия, Имя Отчество                | Дата рождения    | Дата избрания   | Секция | Отделение | Специальность                                                 | Степень      |
| ------------------------------------ | ---------------- | --------------- | ------ | --------- | ------------------------------------------------------------- | ------------ |
| Ажнюк, Богдан Николаевич             | 10 октября 1956  | 25 апреля 2024  | СОГН   | ОЛЯИ      | Украинский язык                                               | д. фил. н.   |
| Азаренков, Николай Алексеевич        | 15 декабря 1951  | 13 апреля 2012  | СФТМН  | ОЯФЭ      | Физика неупорядоченных систем                                 | д. ф.-м. н.  |
| Амоша, Александр Иванович            | 4 августа 1937   | 16 мая 2003     | СОГН   | ОЭ        | Экономика                                                     | д. э. н.     |
| Андон, Филипп Илларионович           | 16 ноября 1938   | 6 мая 2006      | СФТМН  | ОИ        | Информатика                                                   | д. ф.-м. н.  |
| Анисимов, Анатолий Васильевич        | 15 июня 1948     | 25 апреля 2024  | СФТМН  | ОИ        | Информатика                                                   | д. ф.-м. н.  |
| Афанасьев, Сергей Александрович      | 18 августа 1959  | 25 апреля 2024  | СХБН   | ООБ       | Гидробиология                                                 | д. б. н.     |
| Ахонин, Сергей Владимирович          | 13 декабря 1961  | 26 мая 2021     | СФТМН  | ОФТПМ     | Материаловедение, электрометаллургия                          | д. т. н.     |
| Бабак, Виталий Павлович              | 15 февраля 1954  | 25 апреля 2024  | СФТМН  | ОФТПЭ     | Диагностика бортовых энергосистем                             | д. т. н.     |
| Бакиров, Виль Савбанович             | 8 июня 1946      | 13 апреля 2012  | СОГН   | ОИФП      | Социология, социоэкономика                                    | д. с. н.     |
| Белоус, Анатолий Григорьевич         | 8 мая 1951       | 4 февраля 2009  | СХБН   | ОХ        | Неорганическая химия                                          | д. х. н.     |
| Беляев, Александр Евгеньевич         | 25 июня 1947     | 7 марта 2018    | СФТМН  | ОФА       | Экспериментальная физика полупроводников                      | д. ф.-м. н.  |
| Билорус, Олег Григорьевич            | 14 октября 1939  | 13 апреля 2012  | СОГН   | ОЭ        | Мировая экономика                                             | д. э. н.     |
| Блюм, Ярослав Борисович              | 8 апреля 1956    | 6 мая 2006      | СХБН   | ООБ       | Зоология                                                      | д. б. н.     |
| Бобырь, Николай Иванович             | 3 октября 1950   | 25 апреля 2024  | СФТМН  | ОМех      | Механика, надёжность конструкций                              | д. т. н.     |
| Богданов, Вячеслав Леонидович        | 25 ноября 1965   | 6 марта 2015    | СФТМН  | ОМех      | Механика                                                      | д. ф.-м. н.  |
| Бондарь, Михаил Витальевич           | 7 июля 1959      | 25 апреля 2024  | СФТМН  | ОФА       | Атомная и молекулярная спектроскопия                          | д. ф.-м. н.  |
| Борисенко, Александр Андреевич       | 24 мая 1946      | 26 мая 2021     | СФТМН  | ОМ        | Геометрия и топология                                         | д. ф.-м. н.  |
| Бородина, Елена Николаевна           | 13 апреля 1959   | 25 апреля 2024  | СОГН   | ОЭ        | Экономика сельского хозяйства                                 | д. э. н.     |
| Боюн, Виталий Петрович               | 8 августа 1941   | 26 мая 2021     | СФТМН  | ОИ        | Информатика                                                   | д. ф.-м. н.  |
| Булавин, Леонид Анатольевич          | 18 августа 1945  | 6 мая 2006      | СФТМН  | ОЯФЭ      | Экспериментальная ядерная физика                              | д. ф.-м. н.  |
| Булат, Анатолий Федорович            | 17 декабря 1947  | 7 апреля 2000   | СФТМН  | ОМех      | Горная механика                                               | д. т. н.     |
| Буркинский, Борис Владимирович       | 3 ноября 1942    | 16 мая 2003     | СОГН   | ОЭ        | Региональная экономика                                        | д. э. н.     |
| Веселовский, Николай Сергеевич       | 6 января 1950    | 4 февраля 2009  | СХБН   | ОБФМБ     | Биология клетки                                               | д. б. н.     |
| Вишневский, Валентин Павлович        | 8 июня 1958      | 13 апреля 2012  | СОГН   | ОЭ        | Финансы                                                       | д. э. н.     |
| Волк, Руслан Владимирович            | 2 апреля 1966    | 25 апреля 2024  | СФТМН  | ОФА       | Физика низких температур                                      | д. ф.-м. н.  |
| Высочанский, Юлиан Миронович         | 2 августа 1953   | 26 мая 2021     | СФТМН  | ОФА       | Прикладная физика, физика мультиферроиков                     | д. ф.-м. н.  |
| Гаркуша, Игорь Евгеньевич            | 12 мая 1963      | 26 мая 2021     | СФТМН  | ОЯФЭ      | Физика плазмы                                                 | д. ф.-м. н.  |
| Геец, Валерий Михайлович             | 20 апреля 1945   | 14 апреля 1995  | СОГН   | ОЭ        | Макроэкономика                                                | д. э. н.     |
| Гладышевский, Роман Евгеньевич       | 19 сентября 1958 | 26 мая 2021     | СХБН   | ОХ        | Кристаллохимия                                                | д. х. н.     |
| Глеба, Юрий Юрьевич                  | 13 июня 1949     | 15 января 1988  | СХБН   | ООБ       | Клеточная инженерия растений                                  | д. б. н.     |
| Головач, Юрий Васильевич             | 16 июня 1957     | 26 мая 2021     | СФТМН  | ОФА       | Теоретическая физика                                          | д. ф.-м. н.  |
| Гольцев, Анатолий Николаевич         | 11 октября 1943  | 4 февраля 2009  | СХБН   | ОБФМБ     | Криобиология                                                  | д. м. н.     |
| Гончарук, Владислав Владимирович     | 20 октября 1941  | 4 декабря 1997  | СХБН   | ОХ        | Химия                                                         | д. х. н.     |
| Горбулин, Владимир Павлович          | 17 января 1939   | 4 декабря 1997  | СФТМН  | ОИ        | Информационные технологии и стратегическая безопасность       | д. т. н.     |
| Григоренко, Александр Ярославович    | 17 июня 1955     | 1 мая 2025      | СФТМН  | ОМех      | Прикладная математика                                         | д. ф.-м. н.  |
| Гринёв, Борис Викторович             | 1 апреля 1956    | 6 мая 2006      | СФТМН  | ОФТПМ     | Материаловедение, сцинтилляционные материалы                  | д. т. н.     |
| Гринченко, Виктор Тимофеевич         | 4 октября 1937   | 14 апреля 1995  | СФТМН  | ОМех      | Механика                                                      | д. ф.-м. н.  |
| Гриценко, Андрей Андреевич           | 8 февраля 1948   | 26 мая 2021     | СОГН   | ОЭ        | Статистика                                                    | д. э. н.     |
| Губерский, Леонид Васильевич         | 4 октября 1941   | 16 мая 2003     | СОГН   | ОИФП      | Философия                                                     | д. филос. н. |
| Гузь, Александр Николаевич           | 29 января 1939   | 29 марта 1978   | СФТМН  | ОМех      | Механика                                                      | д. ф.-м. н.  |
| Гусынин, Валерий Павлович            | 28 декабря 1948  | 25 апреля 2024  | СФТМН  | ОФА       | Теоретическая физика, физика углеродных наносистем            | д. ф.-м. н.  |
| Данилишин, Богдан Михайлович         | 6 июня 1965      | 4 февраля 2009  | СОГН   | ОЭ        | Экономика природопользования                                  | д. э. н.     |
| Денисов, Виталий Юрьевич             | 8 июня 1959      | 25 апреля 2024  | СФТМН  | ОЯФЭ      | Ядерная физика                                                | д. ф.-м. н.  |
| Дзядевич, Сергей Викторович          | 26 декабря 1967  | 25 апреля 2024  | СХБН   | ОБФМБ     | Молекулярная биология                                         | д. б. н.     |
| Дидух, Яков Петрович                 | 7 мая 1948       | 7 марта 2018    | СХБН   | ООБ       | Геоботаника                                                   | д. б. н.     |
| Довгий, Станислав Алексеевич         | 23 июля 1954     | 7 марта 2018    | СФТМН  | ОНЗ       | Геодинамика геологической среды                               | д. ф.-м. н.  |
| Егоров, Виктор Николаевич            | 21 мая 1940      | 13 апреля 2012  | СХБН   | ООБ       | Экосистемология                                               | д. б. н.     |
| Ельская, Анна Валентиновна           | 15 октября 1940  | 25 ноября 1992  | СХБН   | ОБФМБ     | Молекулярная биология                                         | д. б. н.     |
| Емельянов, Игорь Георгиевич          | 4 декабря 1947   | 7 марта 2018    | СХБН   | ООБ       | Эволюционная экология                                         | д. б. н.     |
| Ермоленко, Светлана Яковлевна        | 30 октября 1937  | 26 мая 2021     | СОГН   | ОЛЯИ      | Украинский язык                                               | д. фил. н.   |
| Ефименко, Татьяна Ивановна           | 5 декабря 1950   | 7 марта 2018    | СОГН   | ОЭ        | Экономическая безопасность                                    | д. э. н.     |
| Жаркин, Андрей Фёдорович             | 26 июня 1954     | 26 мая 2021     | СФТМН  | ОФТПЭ     | Электроэнергетика                                             | д. т. н.     |
| Жулинский, Николай Григорьевич       | 25 августа 1940  | 25 ноября 1992  | СОГН   | ОЛЯИ      | Украинская литература                                         | д. фил. н.   |
| Забулонов, Юрий Леонидович           | 1 ноября 1952    | 25 апреля 2024  | СФТМН  | ОЯФЭ      | Ядерная физика                                                | д. т. н.     |
| Завалий, Игорь Юлианович             | 10 мая 1960      | 25 апреля 2024  | СФТМН  | ОФТПМ     | Неорганическая химия                                          | д. х. н.     |
| Загородний, Анатолий Глебович        | 29 января 1951   | 6 мая 2006      | СФТМН  | ОФА       | Теоретическая физика, физика плазменных процессов             | д. ф.-м. н.  |
| Задирака, Валерий Константинович     | 12 ноября 1941   | 6 марта 2015    | СФТМН  | ОИ        | Компьютерные технологии и информационная безопасность         | д. ф.-м. н.  |
| Захаренко, Вячеслав Владимирович     | 31 июля 1962     | 1 мая 2025      | СФТМН  | ОФА       | Радиоастрономия                                               | д. ф.-м. н.  |
| Згуровский, Михаил Захарович         | 30 января 1950   | 14 апреля 1995  | СФТМН  | ОИ        | Информатика и вычислительные системы                          | д. т. н.     |
| Ивасишин, Орест Михайлович           | 8 ноября 1946    | 16 мая 2003     | СФТМН  | ОФА       | Экспериментальная физика                                      | д. ф.-м. н.  |
| Изотов, Юрий Иванович                | 26 февраля 1952  | 4 февраля 2009  | СФТМН  | ОФА       | Астрофизика                                                   | д. ф.-м. н.  |
| Ильченко, Михаил Ефимович            | 13 сентября 1941 | 13 апреля 2012  | СФТМН  | ОИ        | Телекоммуникационные системы                                  | д. т. н.     |
| Кальченко, Виталий Иванович          | 17 августа 1948  | 7 марта 2018    | СХБН   | ОХ        | Химия                                                         | д. х. н.     |
| Карнаухов, Иван Михайлович           | 19 января 1937   | 13 апреля 2012  | СФТМН  | ОЯФЭ      | Новейшие ядерные системы и технологии                         | д. ф.-м. н.  |
| Картель, Николай Тимофеевич          | 16 декабря 1948  | 13 апреля 2012  | СХБН   | ОХ        | Химия                                                         | д. х. н.     |
| Кириленко, Александр Васильевич      | 20 мая 1950      | 6 мая 2006      | СФТМН  | ОФТПЭ     | Электроэнергетика                                             | д. т. н.     |
| Ковалёв, Александр Михайлович        | 19 января 1944   | 13 апреля 2012  | СФТМН  | ОМ        | Математика                                                    | д. ф.-м. н.  |
| Комиссаренко, Сергей Васильевич      | 9 июля 1943      | 11 апреля 1991  | СХБН   | ОБФМБ     | Патофизиология, иммунология                                   | д. б. н.     |
| Конверский, Анатолий Евгениевич      | 15 сентября 1948 | 13 апреля 2012  | СОГН   | ОИФП      | Философия                                                     | д. филос. н. |
| Коноваленко, Александр Александрович | 27 февраля 1951  | 16 мая 2003     | СФТМН  | ОФА       | Радиоастрономия                                               | д. ф.-м. н.  |
| Копыленко, Александр Любимович       | 26 июня 1961     | 7 марта 2018    | СОГН   | ОИФП      | Право                                                         | д. ю. н.     |
| Кордюк, Александр Анатольевич        | 9 декабря 1967   | 26 мая 2021     | СФТМН  | ОФА       | Экспериментальная физика квантовых материалов                 | д. ф.-м. н.  |
| Коржик, Владимир Николаевич          | 15 июля 1958     | 1 мая 2025      | СФТМН  | ОФТПМ     | Электросварка                                                 | д. т. н.     |
| Коростелёв, Олег Петрович            | 9 ноября 1949    | 1 мая 2025      | СФТМН  | ОМех      | Создание военной техники                                      | д. т. н.     |
| Корчин, Александр Юрьевич            | 29 ноября 1951   | 1 мая 2025      | СФТМН  | ОЯФЭ      | Физика                                                        | д. ф.-м. н.  |
| Костерин, Сергей Алексеевич          | 25 августа 1950  | 6 марта 2015    | СХБН   | ОБФМБ     | Молекулярная физиология, биохимия                             | д. б. н.     |
| Кошечко, Вячеслав Григорьевич        | 22 июня 1946     | 6 мая 2006      | СХБН   | ОХ        | Физическая химия                                              | д. х. н.     |
| Кремень, Василий Григорьевич         | 25 июня 1947     | 7 апреля 2000   | СОГН   | ОИФП      | Философия                                                     | д. филос. н. |
| Кривцун, Игорь Витальевич            | 21 октября 1954  | 13 апреля 2012  | СФТМН  | ОФТПМ     | Материаловедение, сварка металлов                             | д. ф.-м. н.  |
| Крыжановский, Евстахий Иванович      | 15 августа 1948  | 6 марта 2015    | СФТМН  | ОФТПМ     | Материаловедение нефтегазового комплекса                      | д. т. н.     |
| Крышталь, Олег Александрович         | 5 июля 1945      | 4 декабря 1997  | СХБН   | ОБФМБ     | Физиология человека и животных                                | д. б. н.     |
| Кубенко, Вениамин Дмитриевич         | 19 июля 1938     | 13 апреля 2012  | СФТМН  | ОМех      | Механика                                                      | д. ф.-м. н.  |
| Кузьмин, Виктор Евгеньевич           | 1 июля 1951      | 25 апреля 2024  | СХБН   | ОХ        | Органическая химия                                            | д. х. н.     |
| Кулик, Михаил Николаевич             | 19 сентября 1940 | 7 апреля 2000   | СФТМН  | ОФТПЭ     | Общая энергетика                                              | д. т. н.     |
| Кучук, Николай Викторович            | 5 февраля 1958   | 26 мая 2021     | СХБН   | ООБ       | Растительные биотехнологии                                    | д. б. н.     |
| Кушнир, Роман Михайлович             | 1 ноября 1954    | 7 марта 2018    | СФТМН  | ОМ        | Математические проблемы механики                              | д. ф.-м. н.  |
| Лазоришинец, Василий Васильевич      | 25 мая 1957      | 1 мая 2025      | СХБН   | ОБФМБ     | Кардиохирургия                                                | д. х. н.     |
| Лев, Богдан Иванович                 | 26 августа 1952  | 26 мая 2021     | СФТМН  | ОФА       | Теоретическая физика                                          | д. ф.-м. н.  |
| Либанова, Элла Марленовна            | 12 февраля 1950  | 4 февраля 2009  | СОГН   | ОЭ        | Социоэкономика                                                | д. э. н.     |
| Литвин, Владимир Михайлович          | 28 апреля 1956   | 16 мая 2003     | СОГН   | ОИФП      | Новейшая история Украины                                      | д. и. н.     |
| Лишко, Валерий Казимирович           | 26 октября 1937  | 1 апреля 1982   | СХБН   | ОБФМБ     | Молекулярная биология и генетика                              | д. б. н.     |
| Лобанов, Леонид Михайлович           | 29 сентября 1940 | 4 декабря 1997  | СФТМН  | ОФТПМ     | Материаловедение                                              | д. т. н.     |
| Лобода, Пётр Иванович                | 23 октября 1956  | 26 мая 2021     | СФТМН  | ОФТПМ     | Материаловедение тугоплавких соединений                       | д. т. н.     |
| Локтев, Вадим Михайлович             | 3 мая 1945       | 16 мая 2003     | СФТМН  | ОФА       | Теоретическая физика, физика сверхпроводимости                | д. ф.-м. н.  |
| Лукин, Александр Ефимович            | 5 февраля 1940   | 13 апреля 2012  | СФТМН  | ОНЗ       | Геология нефти и газа                                         | д. г.-м. н.  |
| Макаров, Владимир Леонидович         | 11 августа 1941  | 4 февраля 2009  | СФТМН  | ОМ        | Математика                                                    | д. ф.-м. н.  |
| Максименко, Сергей Иванович          | 16 марта 1974    | 1 мая 2025      | СФТМН  | ОМ        | Геометрия и топология                                         | д. ф.-м. н.  |
| Мартынюк, Анатолий Андреевич         | 6 марта 1941     | 4 февраля 2009  | СФТМН  | ОМех      | Механика                                                      | д. ф.-м. н.  |
| Марченко, Владимир Александрович     | 7 июля 1922      | 26 декабря 1969 | СФТМН  | ОМ        | Математическая физика                                         | д. ф.-м. н.  |
| Матвеев, Валентин Владимирович       | 10 ноября 1929   | 6 мая 2006      | СФТМН  | ОМех      | Механика                                                      | д. ф.-м. н.  |
| Мацевитый, Юрий Михайлович           | 24 февраля 1934  | 16 мая 2003     | СФТМН  | ОФТПЭ     | Теплофизика                                                   | д. т. н.     |
| Мележик, Пётр Николаевич             | 3 мая 1950       | 7 марта 2018    | СФТМН  | ОФА       | Теоретическая физика, радиофизика                             | д. ф.-м. н.  |
| Мельник, Владимир Петрович           | 25 ноября 1952   | 25 апреля 2024  | СОГН   | ОИФП      | Философия науки                                               | д. филос. н. |
| Мельничук, Дмитрий Алексеевич        | 5 ноября 1943    | 4 декабря 1997  | СХБН   | ОБФМБ     | Биохимия                                                      | д. б. н.     |
| Моргун, Владимир Васильевич          | 10 марта 1938    | 18 мая 1990     | СХБН   | ООБ       | Генетика и селекция                                           | д. б. н.     |
| Морозов, Анатолий Алексеевич         | 9 мая 1939       | 6 марта 2015    | СФТМН  | ОНЗ       | Прогнозирование геосистем                                     | д. т. н.     |
| Мриглод, Игорь Миронович             | 26 мая 1960      | 13 апреля 2012  | СФТМН  | ОФА       | Физика жидкого состояния                                      | д. ф.-м. н.  |
| Мчедлов-Петросян, Николай Отарович   | 25 апреля 1954   | 1 мая 2025      | СХБН   | ОХ        | Химия                                                         | д. х. н.     |
| Назаренко, Владимир Михайлович       | 19 марта 1956    | 26 мая 2021     | СФТМН  | ОМех      | Механика                                                      | д. т. н.     |
| Назарчук, Зиновий Теодорович         | 12 апреля 1952   | 6 мая 2006      | СФТМН  | ОФТПМ     | Материаловедение, диагностика материалов                      | д. ф.-м. н.  |
| Нахлик, Евгений Казимирович          | 22 января 1956   | 25 апреля 2024  | СОГН   | ОЛЯИ      | Украинская литература                                         | д. фил. н.   |
| Носовский, Анатолий Владимирович     | 2 января 1954    | 26 мая 2021     | СФТМН  | ОФТПЭ     | Диагностика и надежность энергетических комплексов и объектов | д. т. н.     |
| Онищенко, Алексей Семёнович          | 17 марта 1933    | 4 декабря 1997  | СОГН   | ОИФП      | Культурология                                                 | д. филос. н. |
| Осадчий, Владимир Иванович           | 28 сентября 1955 | 25 апреля 2024  | СФТМН  | ОНЗ       | Гидрометеорология                                             | д. г. н.     |
| Осауленко, Александр Григорьевич     | 2 января 1951    | 25 апреля 2024  | СОГН   | ОЭ        | Статистика                                                    | д. гос. упр. |
| Павлищук, Виталий Валентинович       | 24 июля 1956     | 7 марта 2018    | СХБН   | ОХ        | Химия                                                         | д. х. н.     |
| Павлюк, Мирослав Иванович            | 4 августа 1943   | 7 марта 2018    | СФТМН  | ОНЗ       | Геотектоника нефтегазовых провинций                           | д. г.-м. н.  |
| Павлюк, Степан Петрович              | 2 января 1948    | 4 февраля 2009  | СОГН   | ОЛЯИ      | Этнология                                                     | д. и. н.     |
| Палагин, Александр Васильевич        | 17 июля 1939     | 6 мая 2006      | СФТМН  | ОИ        | Информатика                                                   | д. ф.-м. н.  |
| Пастур, Леонид Андреевич             | 21 августа 1937  | 18 мая 1990     | СФТМН  | ОМ        | Математика                                                    | д. ф.-м. н.  |
| Петров, Вячеслав Васильевич          | 3 августа 1940   | 13 апреля 2012  | СФТМН  | ОФТПМ     | Материаловедение, оптоэлектронные материалы                   | д. т. н.     |
| Пивняк, Геннадий Григорьевич         | 23 октября 1940  | 4 декабря 1997  | СФТМН  | ОФТПЭ     | Горная и металлургическая электроэнергетика                   | д. т. н.     |
| Пивторак, Григорий Петрович          | 14 июня 1935     | 4 февраля 2009  | СОГН   | ОЛЯИ      | Славянские языки                                              | д. фил. н.   |
| Пирожков, Сергей Иванович            | 20 июня 1948     | 7 апреля 2000   | СОГН   | ОЭ        | Демография                                                    | д. э. н.     |
| Подгорский, Валентин Степанович      | 5 февраля 1937   | 6 мая 2006      | СХБН   | ОБФМБ     | Микробиология                                                 | д. б. н.     |
| Позняков, Валерий Дмитриевич         | 19 февраля 1958  | 25 апреля 2024  | СФТМН  | ОФТПМ     | Материаловедение, сварка металлов                             | д. т. н.     |
| Пономаренко, Александр Николаевич    | 14 января 1950   | 6 марта 2015    | СФТМН  | ОНЗ       | Изотопная геология                                            | д. г.-м. н.  |
| Попов, Анатолий Фёдорович            | 14 марта 1937    | 16 мая 2003     | СХБН   | ОХ        | Физико-органическая химия                                     | д. х. н.     |
| Притула, Игорь Михайлович            | 8 октября 1959   | 25 апреля 2024  | СФТМН  | ОФТПМ     | Материаловедение, технология монокристаллических материалов   | д. т. н.     |
| Прихна, Татьяна Алексеевна           | 22 сентября 1957 | 26 мая 2021     | СФТМН  | ОФТПМ     | Материаловедение, керамические материалы                      | д. т. н.     |
| Рагуля, Андрей Владимирович          | 18 марта 1960    | 26 мая 2021     | СФТМН  | ОФТПМ     | Материаловедение, наноматериалы                               | д. т. н.     |
| Радишевский, Ростислав Петрович      | 28 марта 1948    | 26 мая 2021     | СОГН   | ОЛЯИ      | Литературоведение                                             | д. фил. н.   |
| Радченко, Владимир Григорьевич       | 25 ноября 1952   | 4 февраля 2009  | СХБН   | ООБ       | Экосистемология                                               | д. б. н.     |
| Рафальский, Олег Алексеевич          | 21 октября 1959  | 25 апреля 2024  | СОГНН  | ОИФП      | Этнополитология                                               | д. и. н.     |
| Редько, Владимир Никифорович         | 12 апреля 1937   | 7 апреля 2000   | СФТМН  | ОИ        | Информационные системы                                        | д. ф.-м. н.  |
| Романенко, Александр Викторович      | 5 февраля 1956   | 7 марта 2018    | СХБН   | ООБ       | Экофизиология животных                                        | д. б. н.     |
| Руденко, Леонид Григорьевич          | 24 августа 1941  | 4 февраля 2009  | СФТМН  | ОНЗ       | География                                                     | д. г. н.     |
| Русанов, Андрей Викторович           | 3 ноября 1967    | 26 мая 2021     | СФТМН  | ОФТПЭ     | Энергетика, машиностроение                                    | д. т. н.     |
| Самойленко, Юрий Стефанович          | 17 сентября 1943 | 6 марта 2015    | СФТМН  | ОМ        | Математика                                                    | д. ф.-м. н.  |
| Семиноженко, Владимир Петрович       | 9 июня 1950      | 25 ноября 1992  | СФТМН  | ОФТПМ     | Материаловедение, сверхпроводящие материалы                   | д. ф.-м. н.  |
| Сергиенко, Иван Васильевич           | 13 августа 1936  | 15 января 1988  | СФТМН  | ОИ        | Вычислительная математика                                     | д. ф.-м. н.  |
| Сибирный Андрей Андреевич            | 31 октября 1948  | 13 апреля 2012  | СХБН   | ОБФМБ     | Биология дрожжей                                              | д. б. н.     |
| Скрыпник, Игорь Игоревич             | 28 июня 1964     | 25 апреля 2024  | СФТМН  | ОМ        | Дифференциальные уравнения                                    | д. ф.-м. н.  |
| Слисенко, Василий Иванович           | 23 июня 1951     | 26 мая 2021     | СФТМН  | ОЯФЭ      | Ядерная энергетика                                            | д. ф.-м. н.  |
| Слюсаренко, Юрий Викторович          | 24 января 1957   | 7 марта 2018    | СФТМН  | ОЯФЭ      | Ядерная физика                                                | д. ф.-м. н.  |
| Смолий, Валерий Андреевич            | 1 января 1950    | 14 апреля 1995  | СОГН   | ОИФП      | История Украины                                               | д. и. н.     |
| Снежкин, Юрий Фёдорович              | 2 апреля 1947    | 7 марта 2018    | СФТМН  | ОФТПЭ     | Промышленная теплоэнергетика, тепломассообмен                 | д. т. н.     |
| Солонин, Юрий Михайлович             | 25 апреля 1942   | 6 марта 2015    | СФТМН  | ОФТПМ     | Материаловедение, материалы водородной энергетики             | д. ф.-м. н.  |
| Спивак, Николай Яковлевич            | 24 декабря 1943  | 26 мая 2021     | СХБН   | ОБФМБ     | Биохимия апаптоза                                             | д. б. н.     |
| Старостенко, Виталий Иванович        | 13 апреля 1935   | 18 мая 1990     | СФТМН  | ОНЗ       | Геофизика                                                     | д. ф.-м. н.  |
| Стогний, Борис Сергеевич             | 18 марта 1936    | 18 мая 1990     | СФТМН  | ОФТПЭ     | Энергетика                                                    | д. т. н.     |
| Сторижко, Владимир Ефимович          | 26 октября 1935  | 14 апреля 1995  | СФТМН  | ОЯФЭ      | Физика                                                        | д. ф.-м. н.  |
| Стрижак, Пётр Евгеньевич             | 16 марта 1963    | 25 апреля 2024  | СХБН   | ОХ        | Физическая химия                                              | д. х. н.     |
| Татаренко, Валентин Андреевич        | 19 сентября 1958 | 1 мая 2025      | СФТМН  | ОФА       | Теоретическая физика                                          | д. ф.-м. н.  |
| Тимоха, Александр Николаевич         | 13 июля 1962     | 26 мая 2021     | СФТМН  | ОМ        | Математика                                                    | д.ф.-м. н.   |
| Тукало, Михаил Арсентьевич           | 2 июня 1951      | 7 марта 2018    | СХБН   | ОБФМБ     | Молекулярная биология                                         | д. б. н.     |
| Туница, Юрий Юрьевич                 | 19 мая 1941      | 6 мая 2006      | СОГН   | ОЭ        | Маркетинг                                                     | д. э. н.     |
| Туркевич, Владимир Зиновьевич        | 9 июля 1958      | 7 марта 2018    | СФТМН  | ОФТПМ     | Материаловедение, сверхтвёрдые материалы                      | д. х. н.     |
| Филоненко, Валерий Викторович        | 8 июля 1963      | 25 апреля 2024  | СХБН   | ОБФМБ     | Молекулярная биология                                         | д. б. н.     |
| Фирстов, Сергей Алексеевич           | 1 декабря 1940   | 6 мая 2006      | СФТМН  | ОФТПМ     | Материаловедение                                              | д. ф.-м. н.  |
| Фрицкий, Игорь Олегович              | 20 ноября 1964   | 1 мая 2025      | СХБН   | ОХ        | Химия                                                         | д. х. н.     |
| Халатов, Артём Артёмович             | 14 декабря 1942  | 13 апреля 2012  | СФТМН  | ОФТПЭ     | Энергетическое турбостроение                                  | д. т. н.     |
| Харченко, Валерий Владимирович       | 12 декабря 1957  | 7 марта 2018    | СФТМН  | ОМех      | Механика                                                      | д. т. н.     |
| Харченко, Николай Фёдорович          | 21 октября 1939  | 4 февраля 2009  | СФТМН  | ОФА       | Экспериментальная физика                                      | д. ф.-м. н.  |
| Химич, Александр Николаевич          | 4 января 1951    | 26 мая 2021     | СФТМН  | ОИ        | Математическое моделирование                                  | д. ф.-м. н.  |
| Хруслов, Евгений Яковлевич           | 7 января 1937    | 16 мая 2003     | СФТМН  | ОМ        | Математика                                                    | д. ф.-м. н.  |
| Цымбалюк, Виталий Иванович           | 26 января 1947   | 26 мая 2021     | СХБН   | ОБФМБ     | Нейрохирургия                                                 | д. м. н.     |
| Чебанов, Валентин Анатольевич        | 29 ноября 1974   | 1 мая 2025      | СФТМН  | ОФТПМ     | Органическая химия                                            | д. х. н.     |
| Черных, Валентин Петрович            | 5 января 1940    | 6 марта 2015    | СХБН   | ОХ        | Химия лекарственных соединений                                | д. х. н.     |
| Чехун, Василий Фёдорович             | 15 ноября 1956   | 6 мая 2006      | СХБН   | ОБФМБ     | Экспериментальная онкология                                   | д. м. н.     |
| Чикрий, Аркадий Алексеевич           | 20 июля 1945     | 7 марта 2018    | СФТМН  | ОИ        | Информатика                                                   | д. ф.-м. н.  |
| Шаповал, Владимир Николаевич         | 25 мая 1948      | 25 апреля 2024  | СОГНН  | ОИФП      | Конституционное право                                         | д. ю. н.     |
| Швартау, Виктор Валентинович         | 13 мая 1957      | 25 апреля 2024  | СХБН   | ООБ       | Физиология растений                                           | д. б. н.     |
| Шевчук, Игорь Александрович          | 29 апреля 1947   | 1 мая 2025      | СФТМН  | ОМ        | Математический анализ                                         | д. ф.-м. н.  |
| Шехунова, Стелла Борисовна           | 1 января 1963    | 26 мая 2021     | СФТМН  | ОНЗ       | Геология, седиментология                                      | д. г.-м. н.  |
| Шидловский, Анатолий Корнеевич       | 10 октября 1933  | 28 марта 1985   | СФТМН  | ОФТПЭ     | Энергомашиностроение, прочность машин                         | д. т. н.     |
| Широбоков, Владимир Павлович         | 5 апреля 1942    | 16 мая 2003     | СХБН   | ОБФМБ     | Микробиология, вирусология                                    | д. м. н.     |
| Широков, Владимир Анатольевич        | 28 сентября 1948 | 13 апреля 2012  | СОГН   | ОЛЯИ      | Лингвистические технологии                                    | д. т. н.     |
| Шуба, Ярослав Михайлович             | 18 мая 1955      | 26 мая 2021     | СХБН   | ОБФМБ     | Биология мембран                                              | д. б. н.     |
| Щерба, Анатолий Андреевич            | 3 июля 1950      | 25 апреля 2024  | СФТМН  | ОФТПЭ     | Газоплазменные процессы в энергетике                          | д. т. н.     |
| Якименко, Юрий Иванович              | 20 марта 1945    | 4 февраля 2009  | СФТМН  | ОФТПЭ     | Электроника в энергетике                                      | д. т. н.     |
| Яценко, Леонид Петрович              | 25 апреля 1954   | 6 марта 2015    | СФТМН  | ОФА       | Физика                                                        | д. ф.-м. н.  |
| Яцкив, Ярослав Степанович            | 25 октября 1940  | 28 марта 1985   | СФТМН  | ОФА       | Астрономия                                                    | д. ф.-м. н.  |

## Статистика и используемые сокращения

### Возрастная структура академиков НАН Украины
Старейшему из академиков — математику Владимиру Александровичу Марченко — 7 июля 2025 года исполнилось 103 года; он же дольше всех (с 26 декабря 1969 года) состоит в ранге академика. Самый молодой академик — химик-органик Валентин Анатольевич Чебанов, родившийся 29 ноября 1974 года. Из нынешнего состава академии в наиболее раннем возрасте (38 лет) был избран академиком биолог Юрий Юрьевич Глеба, в наиболее пожилом возрасте (83 года) — филолог Светлана Яковлевна Ермоленко.

### Отделения и секции НАН Украины
| Секция | Полное название секции                          | Количество академиков | Отделение | Полное название отделения                              | Количество академиков |
| ------ | ----------------------------------------------- | --------------------- | --------- | ------------------------------------------------------ | --------------------- |
| СФТМН  | Секция физико-технических и математических наук | 108                   | ОЯФЭ      | Отделение ядерной физики и энергетики                  | 10                    |
| СФТМН  | Секция физико-технических и математических наук | 108                   | ОФТПМ     | Отделение физико-технических проблем материаловедения  | 18                    |
| СФТМН  | Секция физико-технических и математических наук | 108                   | ОФА       | Отделение физики и астрономии                          | 20                    |
| СФТМН  | Секция физико-технических и математических наук | 108                   | ОМех      | Отделение механики                                     | 12                    |
| СФТМН  | Секция физико-технических и математических наук | 108                   | ОМ        | Отделение математики                                   | 12                    |
| СФТМН  | Секция физико-технических и математических наук | 108                   | ОИ        | Отделение информатики                                  | 12                    |
| СФТМН  | Секция физико-технических и математических наук | 108                   | ОНЗ       | Отделение наук о Земле                                 | 9                     |
| СФТМН  | Секция физико-технических и математических наук | 108                   | ОФТПЭ     | Отделение физико-технических проблем энергетики        | 15                    |
| СОГН   | Секция общественных и гуманитарных наук         | 32                    | ОЭ        | Отделение экономики                                    | 13                    |
| СОГН   | Секция общественных и гуманитарных наук         | 32                    | ОИФП      | Отделение истории, философии и права                   | 11                    |
| СОГН   | Секция общественных и гуманитарных наук         | 32                    | ОЛЯИ      | Отделение литературы, языка и искусствоведения         | 8                     |
| СХБН   | Секция химических и биологических наук          | 43                    | ООБ       | Отделение общей биологии                               | 11                    |
| СХБН   | Секция химических и биологических наук          | 43                    | ОБФМБ     | Отделение биохимии, физиологии и молекулярной биологии | 19                    |
| СХБН   | Секция химических и биологических наук          | 43                    | ОХ        | Отделение химии                                        | 13                    |

### Учёные степени
| Учёная степень                             | Сокращение   | Количество академиков |
| ------------------------------------------ | ------------ | --------------------- |
| доктор биологических наук                  | д. б. н.     | 25                    |
| доктор географических наук                 | д. г. н.     | 2                     |
| доктор геолого-минералогических наук       | д. г.-м. н.  | 4                     |
| доктор наук по государственному управлению | д. гос. упр. | 1                     |
| доктор исторических наук                   | д. и. н.     | 4                     |
| доктор медицинских наук                    | д. м. н.     | 4                     |
| доктор социологических наук                | д. с. н.     | 1                     |
| доктор технических наук                    | д. т. н.     | 36                    |
| доктор физико-математических наук          | д. ф.-м. н.  | 64                    |
| доктор филологических наук                 | д. фил. н.   | 6                     |
| доктор философских наук                    | д. филос. н. | 5                     |
| доктор химических наук                     | д. х. н.     | 17                    |
| доктор экономических наук                  | д. э. н.     | 12                    |
| доктор юридических наук                    | д. ю. н.     | 2                     |